# ذكريات قصر الحمراء
ذكريات قصر الحمراء (بالكورية: 알함브라 궁전의 추억)؛ هو مسلسل كوري جنوبي من بطولة هيون بن وبارك شن هي، عرض على قناة تي في إن في الفترة بين 1 ديسمبر 2018 حتى 20 يناير 2019 ، كما أنه متاح عبر الإنترنت على نتفليكس.
الدراما هي واحدة من أعلى الأعمال الدرامية الكورية تقييمًا في تاريخ تلفزيون الكابل، وقد تم الإشادة بها بسبب حبكتها الإبداعية وأحداثها لغير متوقعة.

## القصة
ميلودراما خيالية عن صاحب شركة استثمارية يسافر إلى إسبانيا ويقيم في فندق رخيص تديره عازفة غيتار سابقة .
يو جين وو هو الرئيس التنفيذي لشركة استثمارية. لديه حس جيد في عمله ، و صاحب روح المغامرة القوية والرغبة القوية في الفوز، يمر يو جين وو بأوقات عصيبة بسبب تعرضه لانتكاسة بعد خيانة صديقه ثم طلاقه فيذهب و يزور غرناطة ، اسبانيا للعمل ويقيم في نزل قديم تديره جونغ هي جو هناك ، لتنشأ بينه و بينها علاقة غريبة حيث يتورطا في حادث غريب.

## بطولة

### رئيسي
- هيون بين : في دور يو جين وو
- بارك شين هاي : في دورجونغ هي جوو

### اخرون
- تشان ايول : في دور جونغ سي جو
- هان بو ريوم : في دور جو يو را
- بارك هوون : في دور تشا هيونغ سوك
- لي هاك جو : في دوركيم سانغ بيوم

## الاستقبال
حقق المسلسل نجاحًا تجاريًا، حيث تصدر باستمرار تقييمات مشاهدة تلفزيون الكابل في فترته الزمنية. سجلت الحلقة الرابعة عشرة نسبة 10.025٪ في نسب المشاهدة على مستوى البلاد وفقًا لوكالة نيلسن، مما يجعلها واحدة من أعلى المسلسلات تقييما في تاريخ تلفزيون الكابلي الكوري (قناة خاصة).
وفقًا للمؤسسة الكورية للتبادل الثقافي الدولي، تلقى المسلسل مراجعات إيجابية وشعبية في الصين لأداء ممثليه والتصوير السينمائي المميز والقصة الجديدة.

## المشاهدات
| الموسم | الموسم | رقم الحلقة | رقم الحلقة | رقم الحلقة | رقم الحلقة | رقم الحلقة | رقم الحلقة | رقم الحلقة | رقم الحلقة | رقم الحلقة | رقم الحلقة | رقم الحلقة | رقم الحلقة | رقم الحلقة | رقم الحلقة | رقم الحلقة | رقم الحلقة | المتوسط |
| الموسم | الموسم | 1          | 2          | 3          | 4          | 5          | 6          | 7          | 8          | 9          | 10         | 11         | 12         | 13         | 14         | 15         | 16         | المتوسط |
| ------ | ------ | ---------- | ---------- | ---------- | ---------- | ---------- | ---------- | ---------- | ---------- | ---------- | ---------- | ---------- | ---------- | ---------- | ---------- | ---------- | ---------- | ------- |
|        | 1      | 1.875      | 2.006      | 1.812      | 2.250      | 1.856      | 2.070      | 1.828      | 2.366      | 2.045      | 2.575      | 2.454      | 2.828      | 2.480      | 2.853      | 2.418      | 2.751      | 2.279   |

| الحلقة  | تاريخ البث     | تقييمات (AGB Nielsen) | تقييمات (AGB Nielsen) |
| الحلقة  | تاريخ البث     | على الصعيد الوطني     | سيول                  |
| ------- | -------------- | --------------------- | --------------------- |
| 1       | 1 ديسمبر 2018  | 7.507٪ (الأول)        | 9.188٪ (الأول)        |
| 2       | 2 ديسمبر 2018  | 7.363٪ (الأول)        | 9.179٪ (الأول)        |
| 3       | 8 ديسمبر 2018  | 6.950٪ (الأول)        | 8.788٪ (الأول)        |
| 4       | 9 ديسمبر 2018  | 8.154٪ (الأول)        | 11.180٪ (الأول)       |
| 5       | 15 ديسمبر 2018 | 6.829٪ (الأول)        | 8.351٪ (الأول)        |
| 6       | 16 ديسمبر 2018 | 7.863٪ (الأول)        | 10.206٪ (الأول)       |
| 7       | 22 ديسمبر 2018 | 7.442٪ (الأول)        | 9.921٪ (الأول)        |
| 8       | 23 ديسمبر 2018 | 8.504٪ (الأول)        | 11.200٪ (الأول)       |
| 9       | 29 ديسمبر 2018 | 7.563٪ (الأول)        | 9.797٪ (الأول)        |
| 10      | 30 ديسمبر 2018 | 9.207٪ (الأول)        | 11.776٪ (الأول)       |
| 11      | 5 يناير 2019   | 9.431٪ (الأول)        | 12.440٪ (الأول)       |
| 12      | 6 يناير 2019   | 9.851٪ (الأول)        | 13.592٪ (الأول)       |
| 13      | 12 يناير 2019  | 9.316٪ (الأول)        | 11.841٪ (الأول)       |
| 14      | 13 يناير 2019  | 10.025٪ (الأول)       | 12.996٪ (الأول)       |
| 15      | 19 يناير 2019  | 9.004٪ (الأول)        | 11.450٪ (الأول)       |
| 16      | 20 يناير 2019  | 9.933٪ (الأول)        | 12.383٪ (الأول)       |
| المتوسط | المتوسط        | 8.434٪                | 10.893٪               |

## الجوائز والترشيحات
| قائمة الجوائز والترشيحات | قائمة الجوائز والترشيحات | قائمة الجوائز والترشيحات | قائمة الجوائز والترشيحات        | قائمة الجوائز والترشيحات | قائمة الجوائز والترشيحات |
| السنة                    | الجائزة                  | الفئة                    | المستلم                         | النتيجة                  | م.                       |
| ------------------------ | ------------------------ | ------------------------ | ------------------------------- | ------------------------ | ------------------------ |
| 2019                     | جوائز بايكسانغ للفنون    | أفضل مخرج                | اهن جيل هو                      | رُشِّح                      | [ 17 ]                   |
| 2019                     | جوائز بايكسانغ للفنون    | افضل ممثل                | هيون بين                        | رُشِّح                      | [ 17 ]                   |
| 2019                     | جوائز بايكسانغ للفنون    | أفضل ممثل جديد           | بارك هون                        | رُشِّح                      | [ 17 ]                   |
| 2019                     | جوائز بايكسانغ للفنون    | جائزة فنية               | بارك سونغ جين (المؤثرات الخاصة) | فوز                      | [ 17 ]                   |
| 2019                     | جوائز الدراما الكورية    | جائزة أفضل ممثلة         | بارك شين هاي                    | رُشِّح                      | [ 18 ]                   |

## الإنتاج
المسلسل من إخراج المخرج آهن جيل هو، الذي أخرج الغابة السرية والكاتبة سونغ جاي جونغ التي تضم أعمالها السابقة دبليو ورجل الملكة إن هيون.
توصف بأنها أول دراما ألعاب الواقع المعزز في كوريا، تم الكشف عن ان المسلسل مستوحاة من تكنولوجيا إيلون ماسك ولعبة بوكيمون جو.
تمت القراءة الأولى للسيناريو في مايو 2018.

## البث الدولي
تم بث ذكريات قصر الحمراء على نتفليكس في آسيا والمناطق الناطقة باللغة الإنجليزية بعد ساعة من بثه في كوريا، في اليابان، تم بث الدراما في 2 ديسمبر، بينما تم إطلاقها في أوروبا وأمريكا الجنوبية وبقية العالم اعتبارًا من 11 ديسمبر.

## روابط خارجية
- ذكريات قصر الحمراء على موقع IMDb (الإنجليزية)
- ذكريات قصر الحمراء على موقع روتن توميتوز (الإنجليزية)
- ذكريات قصر الحمراء على موقع نتفليكس (الإنجليزية)
- ذكريات قصر الحمراء على موقع كينوبويسك (الروسية)
- ذكريات قصر الحمراء على موقع قاعدة بيانات الفيلم (الإنجليزية)